# Hindaste
Koordinaten: 59° 9′ N, 23° 48′ O
Hindaste ist ein Dorf (estnisch küla) in der Landgemeinde Lääne-Nigula (bis 2017: Landgemeinde Nõva) im Kreis Lääne.

## Einwohnerschaft und Lage
Der Ort hat 17 Einwohner (Stand 31. Dezember 2011). Das Gebiet gehörte seit dem 14. Jahrhundert dem Nonnenkloster von Lihula. 1402 wurde das Dorf unter dem Namen Intas oder Inthosz im Zuge eines Gebietstauschs dem Kloster Padise unterstellt.
Südöstlich von Hindaste befindet sich der gleichnamige See Hindaste järv. Er ist 0,8 Hektar groß. Der See gehört zum Landschaftsschutzgebiet um das Moor Suursoo.